# Kunst en Genoegen (Leiden)
Kunst en Genoegen of K&G Leiden is een muziekvereniging uit de Nederlandse stad Leiden. De vereniging werd in 1928 opgericht onder de naam Chr. Muziekvereniging Kunst en Genoegen.
De vereniging heeft circa 245 leden en bestaat uit drie orkesten: de Show- and Marchingband K&G (o.l.v. René Leckie), Jong K&G en K&G 3.
Het orkest heeft in zijn 90-jarige bestaan deelgenomen aan vele optochten, defilés en taptoes in binnen- en buitenland. Ook waren ze waren diverse malen te zien op televisie.

## Deelname aan het Wereld Muziek Concours
K&G heeft sinds 1962 twaalfmaal deelgenomen aan het vierjaarlijkse Wereld Muziek Concours te Kerkrade. Sinds de eerste deelname in 1962 heeft het seniorenorkest van K&G hier een aantal prijzen gewonnen:
- 1962: 1e prijs bij de marswedstrijd (gouden medaille)
- 1966: Hoogste Nationale en Internationale onderscheiding bij de marswedstrijd (2 vaandels en 2 gouden medailles)
- 1978: 1e prijs marswedstrijd en 1e prijs showwedstrijd (2 gouden medailles)
- 1985: Nationaal kampioen showwedstrijden en 1e prijs marswedstrijd (1 vaandel, 1 dagprijs (paukje) en 2 gouden medailles)
- 1989: Hoogste Internationale onderscheiding marswedstrijd en 1e prijs showwedstrijd (1 vaandel, 1 paukje en 2 gouden medailles)
- 1993: Hoogste Internationale onderscheiding showwedstrijd en 1e prijs marswedstrijd (1 vaandel, 1 paukje en 2 gouden medailles)
- 1997: Wereldkampioen mars en show (2 vaandels, 2 paukjes en 2 gouden medailles)
- 2001: WMC titels mars en show (2 vaandels, 2 paukjes en 2 gouden medailles)
- 2005: WMC titels mars en show (2 vaandels, 1 paukje en 2 gouden medailles)
- 2009: WMC titel show, 1e prijs marswedstrijd en publieksprijs (1 vaandel, 1 paukje, 1 gouden medaille, 1 zilveren medaille, een sculptuur en een zilverkleurige trom)
- 2013: WMC titel mars, 1e prijs showwedstrijd (1 vaandel, 1 gouden medaille en 1 paukje)
- 2017: 2e plaats bij de marswedstrijd en 5de plaats bij de showwedstrijd (2 gouden medailles)

N.a.v. de prestaties op het WMC 2005 heeft de Show- and Marchingband ook het “Sudler Shield” gewonnen, een prijs die jaarlijks uitgereikt wordt door de Amerikaanse John Phillip Sousa Foundation.